# アレクサンドル・エンドゥンブゥー
アレクサンドル・エンドゥンブゥー（フランス語: Alexander N'Doumbou）あるいは銭 傑給（中国語: 钱 杰给、1992年1月4日 - ）は、ガボンと中華人民共和国のサッカー選手。元ガボン代表。ポジションはMF。

## 経歴
ASソガラの下部組織でサッカーを始めた。12歳の頃にフランスに移り、FCカルペントラに加入。FCマルティーグを経て、トライアルを受けてオリンピック・マルセイユの下部組織に加入した。U-17チームでは主将として2008-09シーズンのリーグを制覇した。2009年11月18日に2011年7月1日からのプロ契約を締結。2010年1月9日、18歳5日でクープ・ドゥ・フランスに出場しトップチーム初出場となった。
2011年8月10日に1年の期限付き移籍でフランス全国選手権のUSオルレアンに加入。2012年10月に再び期限付き移籍でオルレアンに加わった。その後マルセイユに復帰するもトップチームでの出場機会は巡って来ず2015年夏に退団した。
2016年夏にベルギー・ナショナル・ディヴィジョン1のFCVデンデルEHに加入。
2018年7月にブルガリアプロサッカーリーグのFCヴェレヤ・スタラ・ザゴラに移籍。
2019年2月に華人でもある事から中華人民共和国籍を取得し、中国サッカー・超級リーグの上海緑地申花足球倶楽部に移籍した。同年カップタイトルを獲得し、選手となってからは自身初のタイトルを手にした。

## 代表歴
2009年11月、プロとして出場していないにも関わらずガボン代表に招集された。ここでは出場がなく、2011年2月に行われたコンゴ民主共和国代表との親善試合で代表初出場を記録。その後、U-23代表としてロンドンオリンピックに、A代表としてアフリカネイションズカップ2015に参加した。
2019年2月に国籍をガボンから中華人民共和国に変更した事によって、ガボン代表として出場する権利を失い、またガボン代表として公式試合に出場しているため、中華人民共和国代表として出場する権利も持ち合わせておらず、代表引退となった。

## 私生活
父親がガボン人で母親が中国人。
2019年2月に母親の血統から中華人民共和国に帰化した。